# Перемисловичі
Перемисловичі — село в Україні, у Шептицькому районі Львівської області. Населення становить 534 осіб.

## Назва
Колишня назва — Перемислів.
За роки радянської влади село в документах називали «Перемислівці». 1989 р. селу надали сучасну назву.

## Історія
Після Другої світової війни село опинилося у складі Польщі. 6-15 липня 1947 року під час операції «Вісла» польська армія виселила з Перемислова на щойно приєднані до Польщі північно-західні терени 177 українців. У селі залишилося 56 поляків. Ще 43 українці підлягали виселенню.
За радянсько-польським обміном територіями 15 лютого 1951 року село передане до УРСР, а частина польського населення переселена до Нижньо-Устрицького району, включеного до складу ПНР.

## Відомі люди
Тут народився отець Макарій Каровець — український греко-католицький священник, ієромонах ордену св. Василія Великого, церковний діяч. Публіцист, науковець, письменник. Капелан УГА.